# Mario Argento
Mario Argento (Napoli, 1895 – ...) è stato un arbitro di calcio, allenatore di calcio, calciatore, dirigente sportivo, giornalista, ciclista, schermidore , podista e pioniere del calcio italiano.

## Biografia
Nacque a Napoli, dove il Palazzetto dello sport della città, in disuso dal 1998, porta il suo nome.

## Carriera

### Calciatore
Fu un pioniere del calcio partenopeo, giocò nella Sportiva Napoli una delle primissime compagini napoletane di inizio novecento. Nel 1912 gioca in Prima Categoria nelle file del Naples, dove colleziona 3 presenze. L'anno seguente passa all'Internazionale Napoli dove resta per due stagioni, giocando ulteriori 6 gare in Prima Categoria. Nel 1919 gioca la Coppa Reichlin con l'Internazionale Napoli e poi ritorna al Naples, ancora in massima serie, dove gioca l'unica ed ultima partita l'8 febbraio 1920, contro il Pro Napoli.

### Arbitro
Arbitrò diverse partite in massima serie negli anni venti, generalmente nel raggruppamento campano. Arbitrò l'amichevole Puteolana-Lazio 1-1 del 28 marzo 1921. Arbitro benemerito nel 1930, negli anni quaranta fu tra i sostenitori del professionismo arbitrale.

### Giornalista
Abbandonati gli studi di medicina, si dedicò al giornalismo, dirigendo il settimanale sportivo Tutti gli Sports, inserto sportivo del Mattino di Napoli.

### Dirigente
Nel 1926-1927 fece parte della Commissione Tecnica del Napoli insieme a Felice Scandone. Nell'agosto 1944 fu eletto Commissario Straordinario del CONI di Napoli , mentre anni addietro fu consigliere della FIGC e fu tra i Commissari della Nazionale .
Nel 1948 in occasione del 50º anniversario della F.I.G.C. fu insignito del titolo di pioniere del calcio italiano.

## Onorificenze
A 14 anni fu insignito della Medaglia d'Argento al valore di Marina.

## Statistiche

### Presenze e reti nei club
Statistiche aggiornate all'8 febbraio 1920.
| Stagione                     | Squadra                      | Campionato                   | Campionato | Campionato | Coppe nazionali | Coppe nazionali | Coppe nazionali | Altre coppe | Altre coppe | Altre coppe | Totale | Totale |
| Stagione                     | Squadra                      | Comp                         | Pres       | Reti       | Comp            | Pres            | Reti            | Comp        | Pres        | Reti        | Pres   | Reti   |
| ---------------------------- | ---------------------------- | ---------------------------- | ---------- | ---------- | --------------- | --------------- | --------------- | ----------- | ----------- | ----------- | ------ | ------ |
| 19??-19??                    | Sportiva Napoli              | ?                            | ?          | ?          |                 |                 |                 |             |             |             | ?      | ?      |
| 1912-1913                    | Naples                       | PC                           | 3          | 0          |                 |                 |                 |             |             |             | 3      | 0      |
| 1913-1914                    | Internazionale Napoli        | PC                           | 4          | 0          |                 |                 |                 |             |             |             | 4      | 0      |
| 1914-1915                    | Internazionale Napoli        | PC                           | 2          | 0          |                 |                 |                 |             |             |             | 2      | 0      |
| 1919                         | Internazionale Napoli        | -                            | -          | -          |                 |                 |                 | CR          | 1+          | 0+          | 1+     | 0+     |
| Totale Internazionale Napoli | Totale Internazionale Napoli | Totale Internazionale Napoli | 6          | 0          |                 |                 |                 |             | 1+          | 0+          | 7+     | 0+     |
| 1919-1920                    | Naples                       | PC                           | 1          | 0          |                 |                 |                 |             |             |             | 1      | 0      |
| Totale Naples                | Totale Naples                | Totale Naples                | 4          | 0          |                 |                 |                 |             |             |             | 4      | 0      |
| Totale Carriera              | Totale Carriera              | Totale Carriera              | 10         | 0          |                 |                 |                 |             | 1+          | 0+          | 11+    | 0+     |